# 縣道184之東
《縣道184之東》是由台灣第一部抗爭音樂紀錄片，記錄一個名為「交工樂隊」的另類搖滾樂團，由導演賀照緹所執導拍攝。樂團的前身為音樂人林生祥所帶領的觀子音樂坑樂團，交工樂隊的音樂試圖將傳統樂器融入現代音樂，創造出新形態的客家民謠，更企圖把音樂與社會運動結合，並拿下2000年金曲獎最佳作曲人獎及最佳製作人獎。

## 劇情介紹
「交工」這個名詞來自於高雄美濃的菸農，因為當地菸農的勞動力不足，所以大家一起分擔彼此的工作，而衍生出交工的工作形態。交工樂隊的團名正是受到交工模式的啟發而命名。
交工樂隊的成立一開始是因為了反對美濃水庫的興建，企圖用音樂為社會運動帶來不一樣的聲音，引起更多的關注。樂隊的成員分別為筆者鍾永豐、主唱林生祥、貝斯手陳冠宇、鼓手鍾成達，以及嗩吶手郭進財，不同於一般的搖滾樂團，交工樂隊的音樂融合了台灣的民俗樂器，加上使用傳統客家語言發聲，開啟了獨特的音樂風格。除了現場的表演外，交工樂隊也進行專輯的錄製，特別的是，樂隊練團及錄音的地方，是在美濃當地早期菸業鼎盛時期烘乾菸葉用的傳統菸樓中進行，也為樂團添加濃厚的在地味道。
隨著樂團的名聲日漸響亮，他們受邀到歐洲的布拉格、比利時和巴黎的音樂節上演出，團員中大部份的成員都未曾出國演出，大家滿懷緊張和期待的情緒出發表演，而他們的演出也在國際間得到正面的肯定，團員們更與國外的樂手在閒暇之於交流音樂，載譽歸國。
隨著美濃水庫抗爭的落幕，樂團在結束第一張專輯的錄製後，也將重心擺在客家童謠的創作，著手進行第二張專輯的創作和錄製，繼續擴展他們的音樂面向。

## 附註
1. ↑  .   [2014-04-14]. （原始内容存档于2014-04-16）.

## 外部連結
- . 臺灣大百科全書.   [2015-11-04]. （原始内容存档于2016-03-07）.
- . 公共電視.   [2013-11-20]. （原始内容存档于2015-06-10）.
- 開眼電影網上《縣道184之東》的資料（繁體中文）